# Vayres (Gironda)
Vayres è un comune francese di 3 431 abitanti situato nel dipartimento della Gironda nella regione della Nuova Aquitania.

## Società

### Evoluzione demografica
Abitanti censiti